# Bazooka (Musikinstrument)

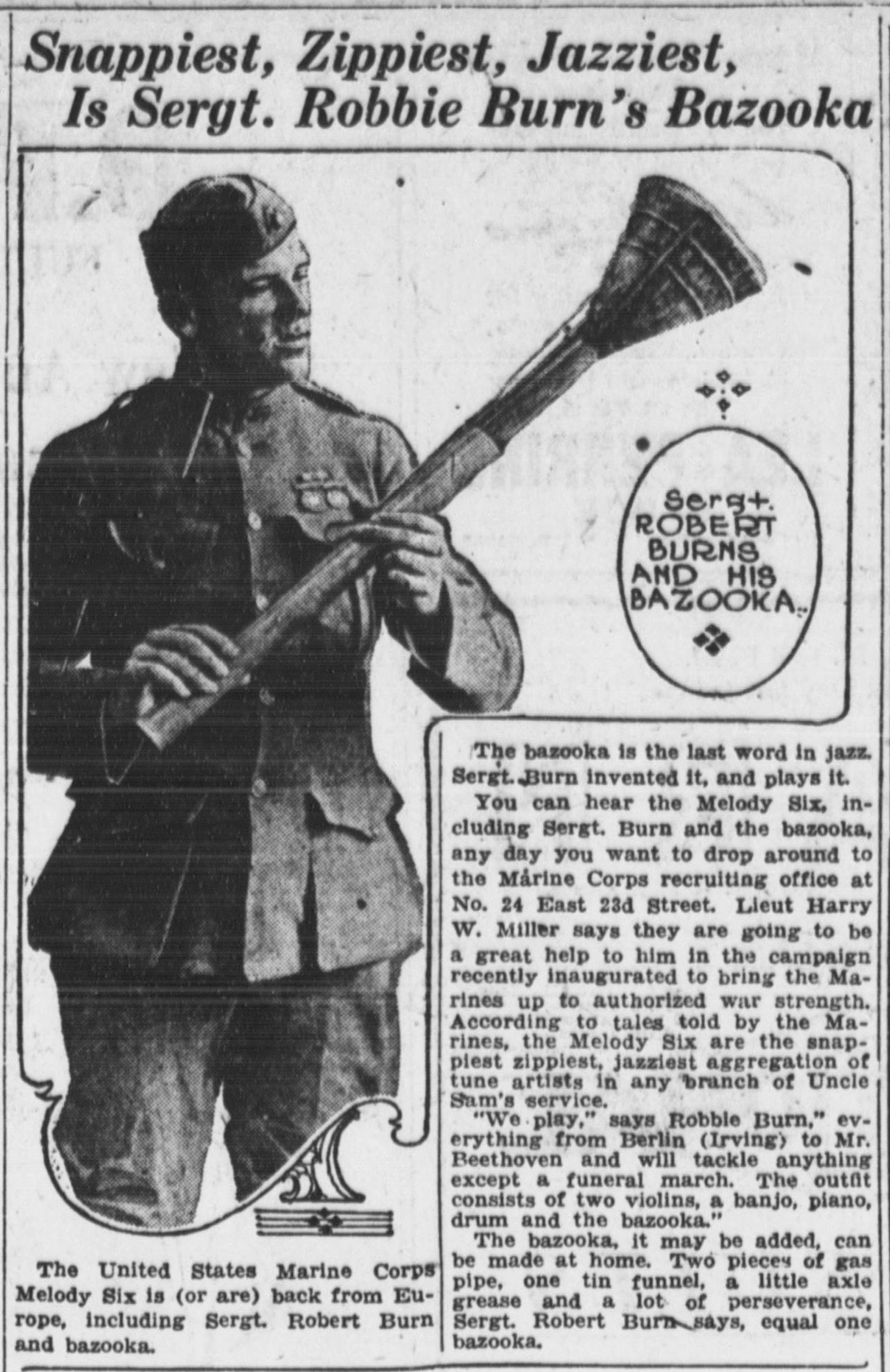
Bob Burns mit einer Bazooka

Die Bazooka ist ein historisches Blasinstrument, welches der US-amerikanische Komiker und Schauspieler Bob Burns im Jahr 1905 erfand und das zum Namensgeber der später ebenso bezeichneten Panzerabwehrwaffe wurde.

## Aufbau und Klang
Die Bazooka besteht aus zwei miteinander verbundenen Rohren und einem Schieber, mit dem die Tonlage verändert werden kann. An einem Ende des Instruments ist ein Trichter angebracht. Musikalisch liegt die Bazooka zwischen einer Posaune und einer Kolbenflöte, die Spielart ähnelt der einer Posaune. Der Tonumfang des Instruments ist vergleichsweise gering, der Klang wird als „eher komisch als wohlklingend“ (englisch more comical than dulcet) beschrieben.

## Geschichte
Bob Burns (1890–1956) spielte bereits in seiner Jugend in einer Band. Im Jahr 1905 hielten sie eine Probesession im Geschäft eines Installateurs in seiner Heimatstadt Van Buren ab. Während dieser Probe blies Burns in ein Gasleitungsrohr. Dieser Ton erinnerte ihn laut eigener Aussage an einen „verwundeten Elch“ (englisch wounded moose), was ihn dazu animierte, daraus ein Instrument zu entwickeln. Die erste Bazooka bestand aus zwei Gasleitungsrohren, einem Schiebregler und einem Whisky-Trichter. Die Bezeichnung Bazooka wählte Burns in Anlehnung an den Slang-Begriff bazoo, welcher ungefähr mit windiger Typ zu übersetzen ist. Den Namen Bazooka ließ sich Burns 1920 schützen.
Im Ersten Weltkrieg trat Burns dem United States Marine Corps bei. Sein Instrument führte er bei sich und spielte des Öfteren seinen Kameraden etwas darauf vor. Als seine Einheit nach Europa verlegt wurde, gründete Burns eine  U.S. Marine Corps Jazz Band, deren zahlreiche Auftritte für eine wachsende Bekanntheit des Instruments Bazooka unter den Soldaten sorgte. Nach Kriegsende veranstaltete Burns mit seiner Band zunächst noch weitere Auftritte in Frankreich, bis er und seine Kameraden in die USA zurückbeordert wurden. Zurück in seinem Heimatland begann Burns seine Karriere im Showbusiness, in welcher die Bazooka stets eine wichtige Rolle spielte.
Im Zweiten Weltkrieg entwickelten die US-Streitkräfte ein tragbares Panzerabwehrsystem, das aufgrund der Ähnlichkeit zu Burns’ Instrument unter den Soldaten schnell die Bezeichnung Bazooka erhielt, die bis heute als Synonym für dieses Waffensystem gebraucht wird.

## Sonstiges
Obwohl Burns zahlreiche seiner Bazookas herstellte, sind heute nur sehr wenige originale Exemplare bekannt; dies ist auf Burns’ Angewohnheit zurückzuführen, sein Instrument regelmäßig am Ende seiner Auftritte auf der Bühne zu zertrümmern. Ein erhaltenes Exemplar wird in der Arkansas Entertainers Hall of Fame in Pine Bluff, Arkansas ausgestellt.
Auf dem Höhepunkt von Burns’ Karriere in den 1930er und 1940er Jahren wurde eine sogenannte Bazooka als Spielzeuginstrument auf den US-amerikanischen Markt gebracht. Dieses entsprach dem namensverwandten Kazoo: kleiner als das Original, aus Blech gefertigt und nach dem Prinzip des Mirliton mit einer Membran ausgestattet.
Der US-amerikanische Süßwarenhersteller Topps Company brachte 1947 einen Kaugummi mit dem Namen Bazooka auf den Markt, dessen Bezeichnung laut Aussage des Unternehmens auf Burns’ Musikinstrument zurückgeht.